# Botero (nom de famille)
Pour les articles homonymes, voir Botero.

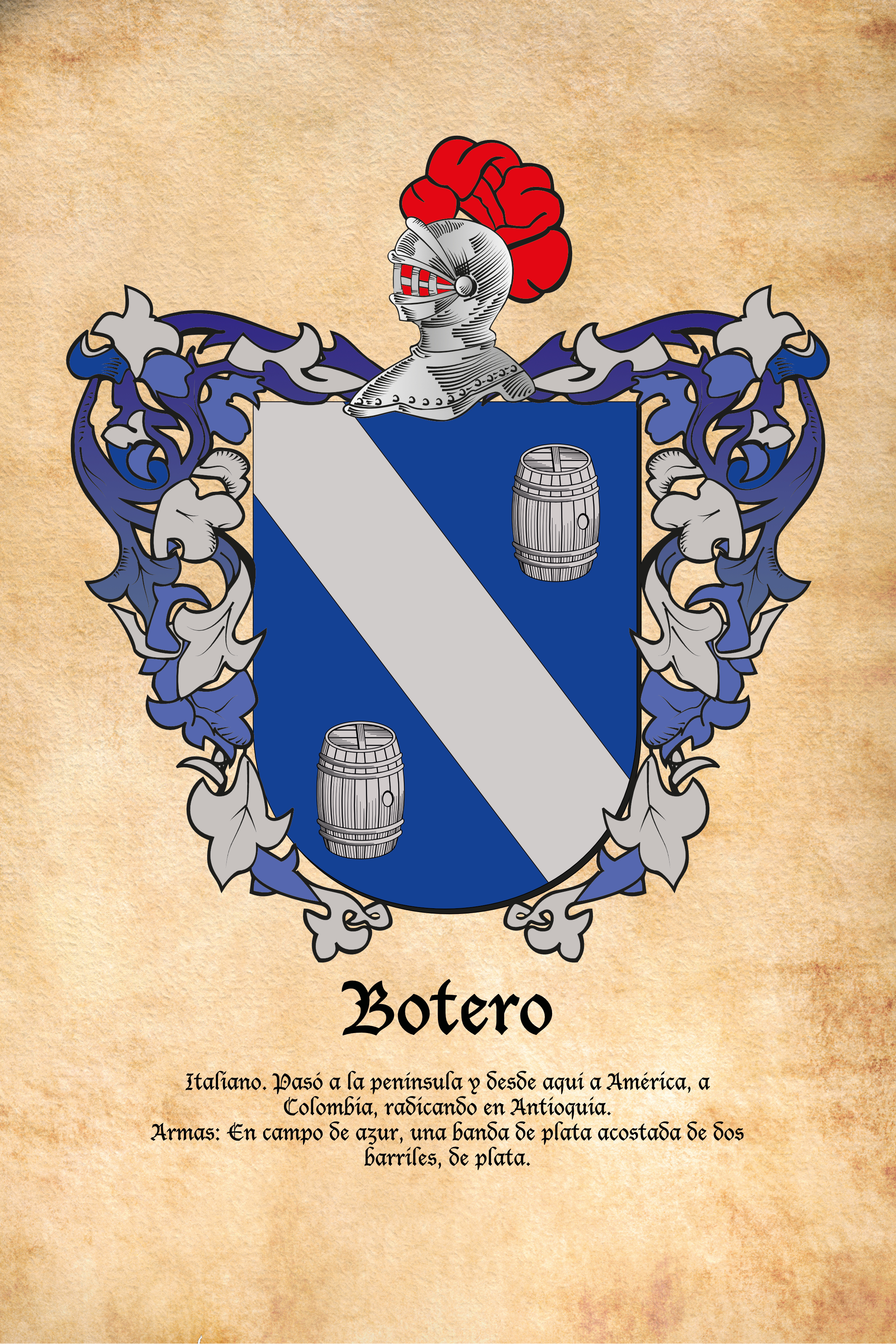
Armoiries de la famille Botero en Colombie.

Le nom de famille Botero est un nom de famille d'origine italienne qui, avec d'autres noms similaires (Boter, Boteri, Botter, Botteri, Bottero), est originaire de la région du Piémont en Italie.
Plus précisément, Botero provient de la petite ville de Bene Vagienna, dans la province de Coni au Piémont, au nord de la Ligurie, où il est apparu comme conséquence d’une activité professionnelle de fabrication de tonneaux,. Un illustre prêtre et écrivain de la Renaissance, Giovanni Botero Benese, est né dans cette ville.
On sait aussi qu’un certain Giovanni Andrea Botero Bernavi (Juan Andrés Botero en espagnol), un militaire italien né dans la république de Gênes, dans la partie située en Ligurie actuelle, s'est installé en Colombie au XVIIIe siècle, où il y a introduit le nom de famille dans le département de l’Antioquia.

## Origine et étymologie
Les origines du nom de famille Botero remontent au haut Moyen Âge, vers l'an 500, époque à laquelle on fabriquait des tonneaux, récipients dans lesquels étaient transportés des liquides et des solides, tels que le vin, l'eau, le miel, les céréales, le sel et le sucre, et bien ultérieurement la poudre noire. À cette époque, lorsque la région du Piémont faisait partie de l'Empire romain, Boterus était la dénomination donnée aux personnes qui fabriquaient ces récipients dans la ville de Bene Vagienna,.

## Le patronyme Botero en Italie

### Un illustre personnage de Bene Vagienna dans le Piémont italien
Dans le village de Bene Vagienna en Ligurie historique, naît vers 1544 le prêtre jésuite, homme d'État, économiste et écrivain Giovanni Botero Benese, auteur d'œuvres littéraires telles que De la raison d'État (Della Ragion di Stato) en 1589 et Des causes de la grandeur des villes (Delle cause della grandezza delle città) en 1588.
Botero passe son enfance dans une région du Piémont occupée et pillée par des puissances étrangères depuis le IXe siècle et suit une formation religieuse à partir de son adolescence, fréquentant notamment le collège de la Compagnie de Jésus dans la ville de Palerme, grâce à l'aide de son oncle, le père jésuite Giovenale Botero, qui a été prêtre dans cette ville,.
Giovanni Botero Benese est connu pour ses œuvres littéraires, religieuses, historiques et politiques, mais il est également considéré comme l'un des plus grands mercantilistes italiens.
Au XVIIIe siècle, siècle suivant celui de sa mort, un monument est construit en son honneur dans sa ville natale de Bene Vagienna et installé sur la piazza Botero, une place centrale située en face de l'église de Santa Maria Assunta (la chiesa di Santa Maria Assunta) et entourée de bâtiments historiques, comme la mairie du village (le Palazzo Comunale),.
De même, en l'honneur de Botero, des rues portent son nom dans les villes de Turin, Rome et Rimini, en Italie.

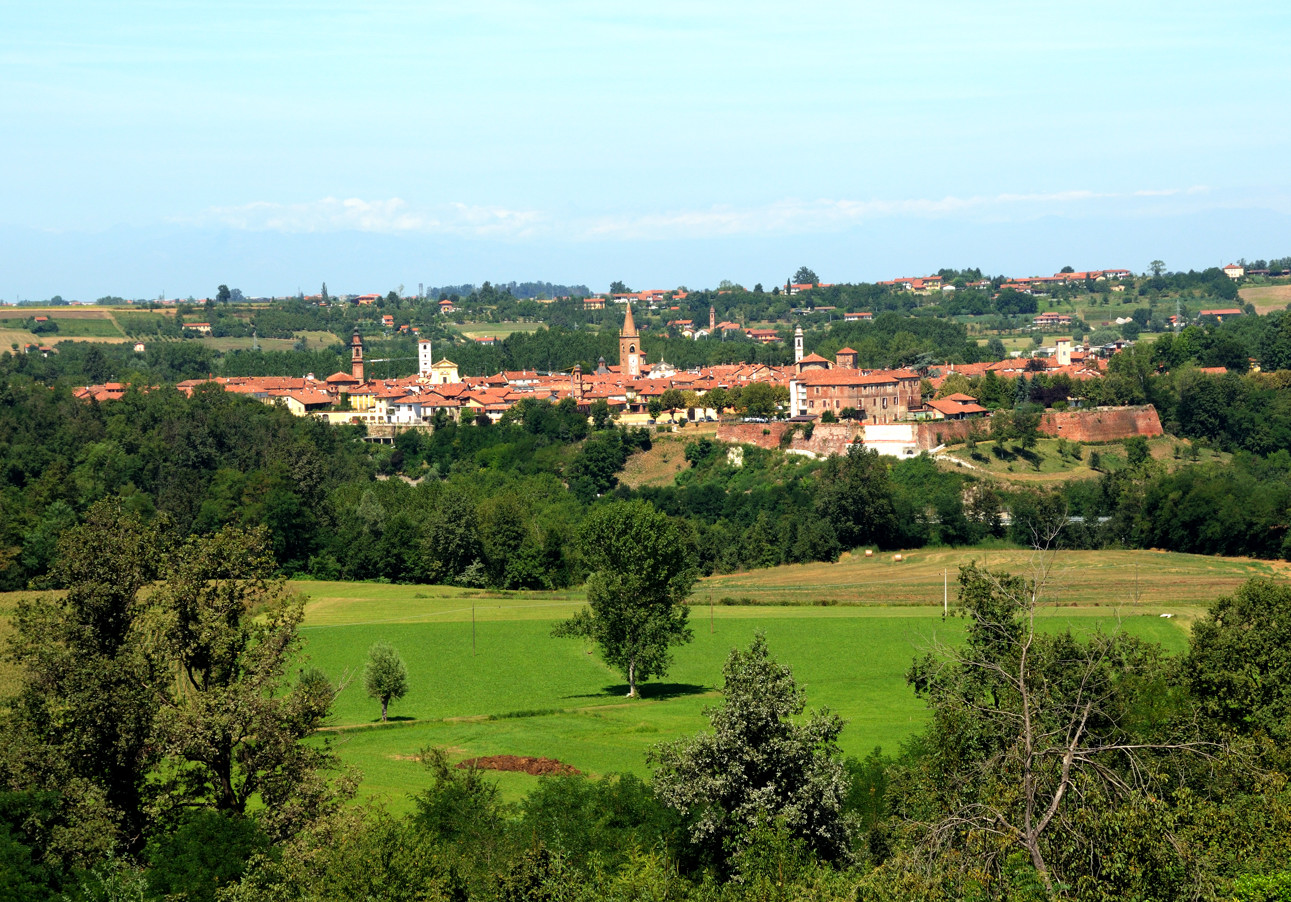
Petite ville de Bene Vagienna, dans la province de Coni, Piémont, Italie.

### Un écrivain à grande vocation pédagogique
Porteur de ce nom de famille est également l'écrivain et éducateur Giuseppe Botero, qui est né et a vécu dans la région du Piémont en Italie au XIXe siècle. Botero s'est distingué par l'écriture d'œuvres littéraires dans divers genres, notamment des romans, des histoires, des paraboles et des discours.
Parallèlement à sa carrière littéraire, il s'est également distingué comme éducateur et recteur de plusieurs lycées du nord de l'Italie, dont le traditionnel Lycée Torricelli de la ville de Faenza, laissant un héritage dans ces institutions et éduquant des jeunes de différentes générations, dans diverses matières académiques et aussi dans les valeurs.

## Le patronyme Botero en Colombie

### Arrivée dans le colonie espagnole auXVIIIesiècle
Ce nom de famille est introduit en Colombie au XVIIIe siècle, par l'arrivée vers 1715 du Génois Giovanni Andrea Botero Bernavi (en espagnol « Juan Andrés Botero »), en provenance de Cadix (Espagne), dans la ville de Carthagène des Indes, vice-royauté de Nouvelle-Grenade. Botero est alors au service de la Couronne espagnole en tant qu'artilleur sur le navire Santa Rosa, construit par la seigneurie de Gênes pour le roi Philippe V d'Espagne,.
Le but du voyage de Botero est d’escorter jusqu’à la colonie espagnole du Pérou le prince de Santo Buono, nouveau vice-roi du Pérou, Don Carmine Nicolau Caracciol ; ce dernier vient d’ailleurs de vivre un drame familial à bord de la Santa Rosa où son épouse est morte en accouchant.
Cet événement oblige entre autres le navire à faire escale à Carthagène où, en raison d'une maladie, Botero doit renoncer à poursuivre son voyage jusqu’au Pérou. N'étant pas citoyen espagnol, il doit demander un permis spécial à l’Audience royale pour pouvoir s'installer sur le territoire de la vice-royauté de la Nouvelle-Grenade.
Botero quitte ensuite la côte caraïbe pour l'intérieur du territoire, s'installant dans la vallée de San Nicolás, à Rionegro (Antioquia), où il se consacre à l'extraction de l'or.
C'est là qu'il épouse Doña Antonia Mejía Somoano, le 26 juin 1719, fondant ainsi la famille Botero en Colombie, pays où ce patronyme est le plus représenté de nos jours,.

### La famille en Colombie, à l'époque actuelle
Les membres de la famille Botero en Colombie, descendant depuis le XVIIIe siècle de l'Italien Giovanni Andrea Botero et de l'Espagnole Antonia Mejía, sont implantés dans diverses régions et municipalités du pays, avec une présence prédominante dans la ville de Medellín, dans plusieurs villes de l'Antioquia comme Sonsón, La Unión, La Ceja et Abejorral. Ils sont également implantés dans la zone caféière colombienne, y compris les villes d'Armenia, Manizales et Pereira, et dans d'autres régions, telles que les villes de Bogotá et Cali.
L'un de ses membres les plus connus est l'artiste Fernando Botero Angulo, né en 1932 dans la ville de Medellín, personnage reconnu dans de nombreux pays du monde pour ses peintures, sculptures et dessins d’art, qui ont été exposés dans de grandes villes de plusieurs continents. 
Fernando Botero dispose de résidences dans les villes de New York, Paris et aussi dans la municipalité de Pietrasanta, en Toscane, en Italie, ville où certaines de ses œuvres d'art sont exposées en permanence.
Parmi les femmes, l'une des personnes les plus remarquables est l'actrice et présentatrice María Cecilia Botero, reconnue comme l'une des grandes artistes et symboles de la télévision en Colombie durant des décennies. En 2021, elle a participé en tant que voix espagnole de grand-mère Alma Madrigal, au film d'animation de Disney, Encanto.
De même, Naty Botero se démarque, chanteuse et artiste devenue une figure représentative au niveau national et international, non seulement pour sa carrière de chanteuse, mais aussi pour son apparition à la télévision.
Avec sa fondation Casa Coraje, elle a mené des projets de reboisement dans la région de la côte caraïbe colombienne, défendant également les droits des femmes autochtones de la Sierra Nevada de Santa Marta,.

## Personnages connus avec ce nom de famille
Se reporter à la page d’homonymie Botero .